# Ossa (motorfiets)

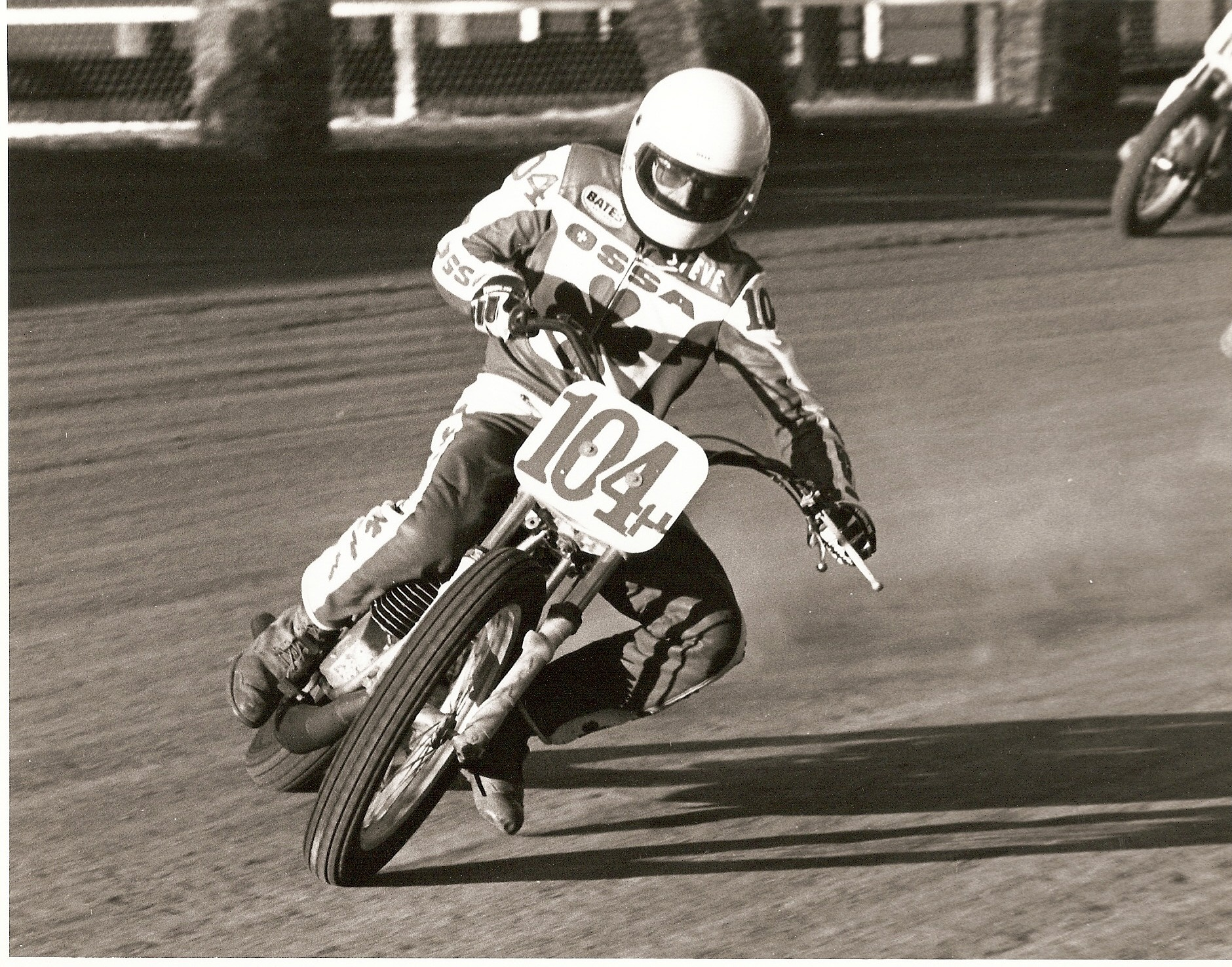
Steve Butler op weg naar de winst in de shorttrack race in Greenville (Ohio) in 1978

Ossa is een historisch merk van motorfietsen.
Macquinaria Cinematografica S.A, Poligno Industrial Zona Franca, Barcelona. 
Spaans bedrijf, opgericht door Manuel Giro, die oorspronkelijk filmprojectors produceerde, maar in in 1946 begon met de productie van zowel twee- als viertakten tot 174 cc. 
Later concentreerde Ossa zich op sportieve tweetakten van 125 tot 302 cc, vooral terreinmachines. Voor de Amerikaanse markt werd een 488 cc tweetakt onder de naam Yankee gebouwd, alsmede een 250 cc shorttrack racer. 
In 1984 ging het bedrijf failliet, maar er werden onder de naam Ossamotos nog motorfietsen gebouwd door een arbeiderscollectief.